# Вау-эн-Намус
Вау-эн-Намус (араб. واو الناموس‎ — москитовый оазис) — вулканическое поле, конический вулкан и кальдера на юге Ливии, вблизи географического центра Сахары. Внутри кальдеры присутствует густая растительность и три небольших солёных озера различных цветов, что послужило причиной такого названия вулкана. Вокруг кальдеры на 10-20 км простирается область, покрытая тёмной базальтовой тефрой. Из-за её огромного размера она хорошо видна из космоса.
Некоторые геологи объясняют расцвет производства железа культуры Нок залежами железа вблизи юго-западной границы этой геологической структуры.
Вау-эн-Намус — местный туристический объект с растущей популярностью.